# Lagarde (Hautes-Pyrénées)
Lagarde település Franciaországban, Hautes-Pyrénées megyében. Lakosainak száma 530 fő (2022. január 1.). Lagarde Siarrouy, Gayan, Oroix, Oursbelille és Tarasteix községekkel határos.

## Népesség
A település népességének változása:
| Lakosok száma | 491  | 513  | 525  | 524  | 525  | 529  | 530  | 530  | 530  |
|               | 2013 | 2015 | 2016 | 2017 | 2018 | 2019 | 2020 | 2021 | 2022 |